# Buchhändlerische Geschäftsrundschreiben
Buchhändlerische Geschäftsrundschreiben bezeichnen in der Regel historische, kurze gedruckte Mitteilungen innerhalb der Geschäftswelt rund um den Buchhandel.

## Inhalte
Die zumeist ein- bis zweiseitigen Drucke enthalten Informationen über Änderungen von Firmendaten und dienen als Archivalien bereits seit dem 19. Jahrhundert  als Quelle beispielsweise für
1. Unternehmensgründungen,
2. Namen der Inhaber oder Änderungen derselben,
3. Namensänderungen
4. das Ende von Unternehmen (Erlöschung),
5. oder Übertragungen einzelner Rechte wie etwa Vertretungsmachten an andere Unternehmen durch die Firmeninhaber und/oder deren bevollmächtigte Mitarbeiter (etwa durch Vollmachten oder Prokura).[1]

Darüber hinaus enthalten buchhändlerische Geschäftsrundschreiben oftmals zahlreiche weitere Informationen wie etwa Lebensläufe von Firmengründern, Verwandtschaftsbeziehungen von am, im oder zwischen Unternehmen Beteiligten, mitunter Hinweise auf Produktkataloge von Verlagen oder Ankündigungen derselben. Solcherlei buchhändlerische Archivalien „stellen vor allem auch durch die vielfältigen historischen Bezüge innerhalb der Sammlung eine grundlegende Quelle zur Unternehmens- und Personengeschichte des Buchwesens dar.“

## Die Sammlung im Deutschen Buch- und Schriftmuseum

### Geschichte
Der in Guben tätige Autor und Buchhändler Friedrich Eduard Berger (um 1815–1891) war einer der ersten, der eine Sammlung buchhändlerischer Geschäftsrundschreiben anlegte. Aus den darin enthaltenen Informationen wollte er ursprünglich eine Abhandlung zur Geschichte des deutschen Buchhandels schreiben, verkaufte dann jedoch die Sammlung an die Bibliothek des Börsenvereins der Deutschen Buchhändler in Leipzig. Dorthin kamen weitere zum Teil bedeutende Zuwächse aus Nachlässen und Sammlungen anderer Buchhändler wie etwa die Schenkung der Sammlung von Johannes Otto Hermann Schulz (um 1840–1909) und dessen Vater Otto August Schulz (1803–1860). Mit den so zusammengetragenen Daten konnten beispielsweise die Adressen der Buchhändler für den Zeitraum von 1839 bis 1888 erfasst werden und fanden ihren Niederschlag beispielsweise im Adressbuch des Deutschen Buchhandels von 1892.
Heute ist die Sammlung der buchhändlerischen Geschäftsrundschreiben sowie das Archiv und die Bibliothek des Börsenvereins der Deutschen Buchhändler zu Leipzig im Eigentum des Deutschen Buch- und Schriftmuseums (DBSM).

### Datenbank der Buchhändlerischen Geschäftsrundschreiben
Die Datenbank der Buchhändlerischen Geschäftsrundschreiben enthielt Ende 2013 etwa 25000 buchhändlerische Geschäftsrundschreiben in rund 65000 Exemplaren mit zum Teil einmaligen  buchhändlerischen Quellen für den Zeitraum von 1737 bis zur Mitte des 20. Jahrhunderts. In die Allegro-HANS-Datenbank des DBSM wurden bis Ende 2013 nicht nur große Mengen wesentlicher Daten deutscher Unternehmen eingepflegt, sondern teilweise auch schon derjenigen ausländischer Firmen, die mit deutschen Buchhändlern in Zusammenhang standen.